# Кіпсел (тиран Коринфа)
Кіпсел (дав.-гр. Κύψελος), син Еетіона — тиран міста Коринф у 657-627 до н. е.

## Життєпис

### Походження та ранні роки
Батько Кіпсела, Еетіон, син Ехекрата походив з ахейського роду і вів своє походження від лапіта Кенея, згідно Павсанію предки Кіпсела походили з міста Гоннуси і їх родоначальником був Мелан син Антаса. Мати, Лабда, дочка Амфіона, належала до впливового дорійського роду Бакхіадів. Порушити неписане правило не виходити заміж за межами свого роду її, за переказами, змусила вроджена кульгавість. Ще до народження сина, Еетіон отримав пророцтво від Дельфійського оракула, що його син скине владу Бахкіадів і сам стане правителем Коринфа. Схоже пророцтво також отримали Бахкіади, зрозумівши, що син Еетіона становить для них загрозу, вони відправили десять щітоносців з наказом вбити дитину. Вбивці домовилися узяти дитину на руки та кинути її об землю. Лабда гадала, що це товариші її чоловіка, що хочуть вшанувати дитину. Коли один з убивць взяв Кіпсела на руки, той йому посміхнувся. Ця посмішка розжалобила убивцю, і він передав Кіпсела другому, а той третьому, поки дитина не повернулася до матері. Вийшовши з оселі убивці почали сваритися, звинивачуючи один одного. Це почула Лабда і зрозумівши, що вони хочуть скривдити дитину, сховала її у скриню. Тому коли вбивці повернулися, щоб закінчити справу, вони не змогли знайти дитину. Тоді Кіпсел і отримав своє ім'я, що з грецької перекладається як «скриня».
Еетіон таємно відвіз Кіпсела до Олімпії, під захист богів. Через деякий час хлопчика перевезли у Клеони, поближче до батьківської оселі. Коли Кіпсел виріс, він спитав Дельфійського оракула, чи варто йому повертатися у Коринф, оракул відповів, що Кіпсел та його діти будуть царями Коринфу, але не онуки.
Не надто шляхетне з точки зору традиції походження, однак, не завадило Кіпселу зробити кар'єру і стати врешті-решт коринфським полемархом. Маючи в своєму розпорядженні військо і здобувши прихильність народу, він у 657 до н. е. здійснив переворот і встановив у Коринфі тиранію.

### Правління
На відміну від інших тиранів демонстративно відмовився від охоронців. Супротивників з числа Бакхіадів Кіпсел вислав з міста і деякі з них знайшли притулок у колишній коринфській колонії Керкірі.
Завершення Лелантської війни, внаслідок якої були послаблені найвпливовіші міста Греції Халкіда і Еретрія, Кіпсел використав для посилення впливу Коринфу, який за його правління почав перетворюватися на фактичного гегемона материкової Греції.

### Коринфська експансія
При Кіпселі розпочався новий етап Коринфської експансії, розпочатої ще Бахкіадами. Ним була організована експедиція до Амбракійської затоки, керівником експедиції був призначений Горг, позашлюбний син Кіпсела. Були засновані колонії Левкада, Анакторій та Амбракія, ойкістами в них були сини тирана — Пілад, Ехід та Горг. Коринфянам довелося воювати з місцевим населенням, акарнанцями. Коринфські війська захопили Гераклею Акарнанську, але невідомо як довго коринфяни її утримували. Колонізація дозволяла не лише вивезти з Коринфа політичних опонентів нового режиму та забезпечити бідняків землею, але й відновити торговельні шляхи, які були втрачені після втрати Керкіри. Вважається, що і сама Керкіра була підкорена під час правління Кіпсела. На відміну від колоній інших грецьких міст, Коринфські колонії не отримували автономію і були у повній залежності від метрополії.
Помер власною смертю, залишивши владу у спадок сину Періандру.

## Родина та діти
Від дружини Кратеї мав єдиного сина Періандра, який став наступником батька. Також мав дітей від других жінок:
- Горг — ойкіст Амбракія
- Пілад — ойкіст Левкади
- Ехід — ойкіст Анакторія